# Ilhas Farasan
As Ilhas Farasan (em árabe: جزر فرسان) são um arquipélago da Arábia Saudita localizado na sua costa noroeste no Mar Vermelho. Há uma ilha grande (Farasan), uma média (Sajid), outras duas menores e dezenas de ilhéus. Têm clima árido.
A localidade principal é Farasan, na ilha maior.

## Natureza
O "santuário marinho da ilha Farasan" é uma área protegida onde habitava a já extinta gazela-árabe. No inverno passam lá várias aves migratórias europeias. Entre os animais marinhos há mantas, tubarões-baleias, várias especies de tartarugas marinhas em perigo as espécies em perigo crítico tartaruga-verde e tartaruga-de-pente, dugongos, e várias de golfinhos e baleias com visitas ocasionais de orcas.

## Economia
No século I, as ilhas eram conhecidas como Porto Ferresano. Uma inscrição latina de 144 foi encontrada na ilha Farasan, atestando a construção de uma guarnição romana. Crê-se que as ilhas poderão ter sido anexadas à província romana da Arábia Feliz, antes de terem sido transferidas para a província do Egito, algures antes de 144 
Em 1919 os franceses descobriram petróleo nas ilhas. Durante 75 anos a Red Sea Oilfields Company manteve uma refinaria no arquipélago. Em 1920, as ilhas Farasan tinham uma pequena indústria pesqueira.
O turismo e a pesca têm importância na economia local. A ilha principal, Farasan, está ligada por balsa ao porto de Jizã, na Arábia Saudita continental.[carece de fontes?]